# Јупитер (бог)
Јупитер отац и господар богова у класичној староримској митологији. Победио је Титане, свргнуо свог оца Сатурна, дао Нептуну море, Плутону пакао, а за себе задржао небо и земљу. Име је добио по врховном богу Римљана, ког су Грци звали Зевс. Јупитер је бог светла. Он шаље грмљавину и муњу, заштитник је правде, истине, ћудоређа, војску зауставља у бегу и досуђује јој победу.
У историјско доба је Јупитер Оптимус Максимус главно божанство Рима. Најстарији храм римског државног култа на капитолију посвећен је Јупитеру, Јунони и Минерви; у њему је сенат доносио одлуке о објављивању рата, ту су се потписивали међународни уговори и војсковође приносили жртве, а победнички императори су на повратку у Рим у тријумфалној поворци најприје полазили у Јупитеров храм. По Римском царству подизани су многи храмови у част Јупитера (најчешће на брежуљцима) који су представљали симбол римске моћи. У част Јупитеру приређивале су се сваке године у септембру луди Романи. У царско доба често га у култу идентификују са различитим, страним, посебно оријенталним боговима (Јупитер Оптимус Максимус Серапис, Сабазиос, Долицксенус и др.).
Обично се сматра да је Јупитер настао као бог неба. Његово препознатљиво својство је гром, а његова примарна света животиња је орао, који је имао примат над осталим птицама при преузимању прорицања и постао један од најчешћих симбола римске војске (види Аквила). Два амблема су често комбинована да представљају бога у облику орла који у канџама држи гром, често виђен на грчким и римским новчићима. Као бог неба, био је божански сведок заклетви, светог поверења од кога зависе правда и добра владавина. Многе његове функције биле су усредсређене на Капитолско брдо, где се налазила цитадела. У Капитолској тријади био је централни чувар државе са Јуноном и Минервом. Његово свето дрво био је храст.
Римљани су Јупитера сматрали еквивалентом грчког Зевсу, а у латинској књижевности и римској уметности митови и иконографија о Зевсу прилагођени су под именом Iuppiter. У традицији под утицајем Грчке, Јупитер је био брат Нептуна и Диса Патера, римских еквивалената Посејдона и Хада. Сваки је председавао једно од три царства универзума: небо, воду и подземни свет. Италски Диеспитер је такође био бог неба који се манифестовао на дневном светлу, обично поистовећен са Јупитером. Тинија се обично сматра његовим етрурским панданом.

## Љубавне пустоловине
Љубавне пустоловине Јупитерове — тичу се, сем његових жена (Церера, Латона, Јунона, Темида, Еуринома), још и његових љубавница којих је било врло много (Алкмеина, Семела, Леда, Ија, Европа, Данаја и др).